# 武藏國
武藏國（日语：〔〕／ Musashi no kuni */?）是日本過去的行政區劃、令制國之一，屬東海道，又稱武州。

## 「武藏」國名由來
武藏國「武藏」一名的由來眾說紛紜，但無論是何種說法都沒有足夠且可靠的資料支持。
本居宣長在《古事記傳》中，稱武藏國曾與駿河、相模同屬於「佐斯國」，而佐斯國在被分割為「佐斯上」（さしがみ）和「下佐斯」（しもざし）兩國之後，國名分別被訛傳為「相模」（さがみ）和「武藏」（むさし）；賀茂真淵在《倭訓栞》中則稱，曾有一國名為「身狹國」（むさのくに），分割為「身狹上」（むさがみ）和「身狹下」（むさしも）後，被訛傳為「相模」和「武藏」；另外，還有如近藤芳樹等學者主張的，總國（ふさのくに）有一部分被分割為「總上」（ふさがみ）和「總下」（ふさしも）兩國，再被訛傳為「相模」和「武藏」一說。這些說法都主張武藏國曾與東海道其他國頗有淵源。此外根據考古成果，武藏國一帶曾與毛野國（位於後來的東山道，今屬群馬縣、栃木縣）一帶同為一體，後在7世紀被大和王权劃歸總國統治。
而武藏國的漢字表記，根據飛鳥京、藤原宮出土的木簡記載為「無耶志國」（むざしのくに），此外還有7世紀左右表記為「無射志」（むざし）、「牟射志」（むざし）的文獻記錄。另有「牟佐志」、「無邪志」等表記存在，但都被認為只是借字。

## 郡
武藏國共有21郡（後來增為22郡），是僅次於陸奧国40郡的大国。
- 新羅郡（新座郡／新倉郡）
- 入間郡
- 高麗郡（高句麗渡來人生活的地方）
- 比企郡
- 男衾郡（日语：男衾郡）
- 幡羅郡
- 榛澤郡
- 那珂郡（日语：那珂郡 (埼玉県)）
- 久良岐郡（久良郡）
- 都筑郡
- 多摩郡（多磨郡／多麻郡）
- 橘樹郡
- 足立郡
- 兒玉郡
- 賀美郡（加美郡）
- 秩父郡
- 橫見郡
- 埼玉郡
- 大里郡
- 荏原郡
- 豐嶋郡
- 葛飾郡（葛西郡）：近代由下總國劃入